# Dimer

Dimerii acidului acetic sunt adesea găsiți în faza de vapor sau cristalină.

Un dimer (di-, „două” + -mer, părți) este un tip de oligomer care este alcătuit la nivel structural din doi monomeri legați unul de celălalt printr-o legătură. Legătura dintre monomeri poate fi slabă sau puternică, covalentă sau intermoleculare. Termenul de homodimer este folosit pentru cazul în care cele două molecule sunt identice, iar heterodimer când sunt diferite. Procesul invers al dimerizării este adesea denumit disociație.